# نورالعین
نورالعین یا به فارسی روشنی چشم یکی از بزرگ‌ترین الماس‌های سرخابی دنیاست که بر روی نیم‌تاجی به همین نام جای دارد. این الماس به دست نادرشاه از هند به ایران آورده شد. باور بر این است که الماس نورالعین به همراه دریای نور بخشی از الماس بزرگ‌تری بوده‌اند و با تراش به این دو الماس کوچک‌تر بخشبندی شده‌اند. این دو الماس امروزه بخشی از جواهرات ملی ایران به شمار می‌روند.